# Nhà mạng
Nhà mạng di động, hay nhà điều hành mạng di động (tiếng Anh: Mobile network operator) là một công ty viễn thông cung cấp dịch vụ viễn thông cho người dùng điện thoại di động đã trả phí. Nhà mạng di động có quyền sở hữu hoặc kiểm soát các thành phần cần thiết để cung cấp các dịch vụ viễn thông bao gồm:  băng tần, hạ tầng mạng viễn thông, hạ tầng back haul, hệ thống máy tính và bảo trì, các dịch vụ thanh toán và chăm sóc khách hàng.
Quy trình để trở thành một nhà mạng tại một quốc gia thường bắt đầu bằng việc xin cấp băng tần từ chính quyền. Băng tần này sẽ quyết định loại điện thoại di động sẽ được sử dụng. Ví dụ mạng GSM sẽ yêu cầu băng tần GSM để sử dụng. Tiếp sau đó, nhà mạng di động phải tiến hành xây dựng hạ tầng mạng cho  băng tần được cấp phép để có thể cung cấp dịch vụ cho các thuê bao/người dùng.